# Gaëlle Baumann
Gaëlle Baumann est une joueuse professionnelle de poker française, née le 26 avril 1983 à Strasbourg,.

## Biographie
Après un bac scientifique, Baumann s'oriente vers des études de langue, et songe à devenir traductrice.

### Carrière
Elle découvre le poker en 2007 pendant ses études d'anglais en Australie.
En 2010, alors qu'elle pratique le poker amateur au sein de l'association Darshan Team elle est repérée par la team Limpers, un collectif de joueurs de cash games français qui lui offre des cours. 
En 2012, elle intègre le Team Winamax. En juin 2012, elle parvient en demi-finale du Ladies No-Limit Hold'em Championship des World Series of Poker, finissant à la 15e place et empochant 7 716 dollars,. En juillet 2012, elle échoue juste avant la table finale du Main Event des World Series of Poker terminant à la 10e place, empochant 590 442 dollars,. 
En octobre 2013, elle finit 7e du tournoi féminin des World Series of Poker Europe, empochant 3 200 euros. 
En février 2014, elle termine à la 2e place (sur 1 263 entrants) du Winamax Poker Tour à Paris et remporte 65 000 euros. 
En mars 2015, elle atteint à Vienne sa première table finale sur le circuit World Poker Tour. Sa 5e place lui rapporte 35 000 euros. 
En juillet 2016, elle se classe 102e (sur 6 737) du Main Event des World Series of Poker. Elle devient la quatrième femme après Maria Ho (2007, 2014), Annie Duke (2000, 2003) et Marsha Waggoner (en) (1993, 1997) à se classer première femme du Main Event à deux reprises (2012, 2016).
En juillet 2016, elle devient numéro 1 française de poker d'après le Global Poker Index.
À la fin de 2018, Gaëlle Baumann a accumulé plus de 1 093 000 dollars de gains en tournois.

### Vie privée
Début 2018, Gaëlle Baumann s'installe près de Montelimar. Elle a une fille née en 2015.

## Tournois majeurs
- WSOP 2012 - Ladies : 15e (7 716$)
- WSOP 2012 - Main Event : 10e (590 442$)
- WSOPE 2013 - Ladies : 7e (3 200 €)
- WPT 2015 – Vienne : 5e (35 500 €)
- WSOP 2016 - Main Event : 102e (49 108$)
- EPT 2018 - Monte-Carlo : 10e (15 830 €)
- EPT 2019 - Monte-Carlo : 6e (17 380 €)
- EPT 2019 - Barcelone : 20e (61 710 €)